# 잉취안구

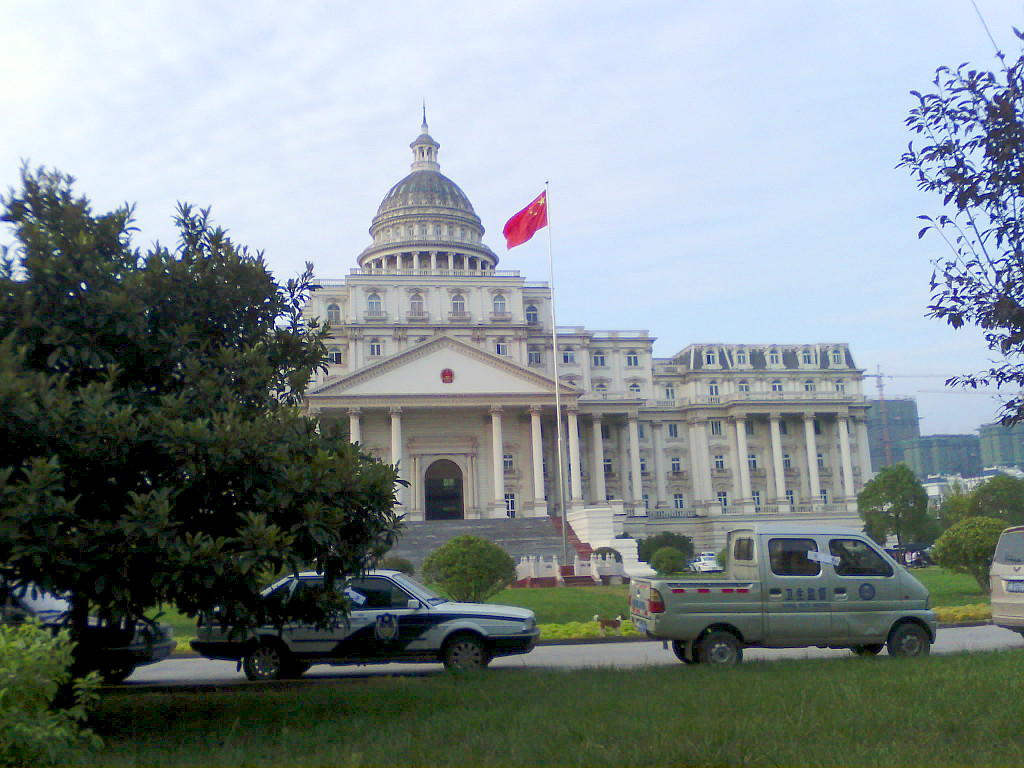

잉취안구(한국어: 영천구, 중국어: 颍泉区, 병음: Yǐngquán Qū)는 중화인민공화국 안후이성 푸양 시의 현급 행정구역이다. 넓이는 643km2이고, 인구는 2007년 기준으로 660,000명이다.

## 행정 구역
2개 가도, 4개 진을 관할한다.
- 가도: 中市街道, 周棚街道.
- 진: 伍明镇, 宁老庄镇, 闻集镇, 行流镇.